# Джоан Умарі
Джоан Умарі (араб. Joan Oumari, нар. 19 серпня 1988, Берлін) — ліванський футболіст, захисник клубу «Сівасспор» та національної збірної Лівану.

## Клубна кар'єра
Народився 19 серпня 1988 року в місті Берлін у родині вихідців з Лівану. Вихованець берлінської юнацької команди «Рот-Вайсс», з якої 2006 року перейшов у «Райнікендорф Фухсе», за який дебютував у Лізі Берлін, п'ятому за рівнем дивізіоні Німеччини, в якій провів два сезони, взявши участь у 53 матчах чемпіонату.
Своєю грою за цю команду привернув увагу представників тренерського штабу клубу «Бабельсберг», до складу якого приєднався 2008 року. Відіграв за бабельсберзький клуб наступні три сезони своєї ігрової кар'єри, причому за підсумками сезону 2009/10 допоміг клубу виграти Регіоналлігу Північ і вийшов з командою в Третю бундеслігу.
Протягом 2011—2013 років захищав кольори  клубу «Рот Вайс» (Ерфурт) у Третій лізі.
Влітку 2013 року уклав контракт з клубом «Франкфурт», у складі якого провів наступні два з половиною роки своєї кар'єри гравця. Більшість часу, проведеного у складі «Франкфурта», був основним гравцем захисту команди.
До складу клубу турецької Суперліги «Сівасспор» приєднався на початку 2016 року. Відтоді встиг відіграти за сіваську команду 17 матчів в національному чемпіонаті.

## Виступи за збірну
Маючи ліванське коріння, 7 вересня 2013 року Джоан дебютував в офіційних матчах у складі національної збірної Лівану під керівництвом Джузеппе Джанніні в товариському матчі проти збірної Сирії (2:0). Наразі провів у формі головної команди країни 11 матчів, забивши 2 голи.
| Дата       | Місто      | Господарі          | Результат | Гості          | Турнір            | Голи | Примітки     |
| ---------- | ---------- | ------------------ | --------- | -------------- | ----------------- | ---- | ------------ |
| 11-06-2015 | Саїда      | Ліван              | 0 – 1     | Кувейт         | Відбір до ЧС 2018 | -    |              |
| 16-06-2015 | В'єнтьян   | Лаос               | 0 – 2     | Ліван          | Відбір до ЧС 2018 | -    |              |
| 08-09-2015 | Саїда      | Ліван              | 0 – 3     | Південна Корея | Відбір до ЧС 2018 | -    |              |
| 08-10-2015 | Бангкок    | М'янма             | 0 – 2     | Ліван          | Відбір до ЧС 2018 | -    |              |
| 13-10-2015 | Ель-Кувейт | Кувейт             | 0 – 0     | Ліван          | Відбір до ЧС 2018 | -    |              |
| 12-11-2015 | Саїда      | Ліван              | 7 – 0     | Лаос           | Відбір до ЧС 2018 | 1    | 88'          |
| 17-11-2015 | Скоп'є     | Північна Македонія | 0 – 1     | Ліван          | товариський матч  | 1    | 47'          |
| 24-03-2016 | Ансан      | Південна Корея     | 1 – 0     | Ліван          | Відбір до ЧС 2018 | -    | 30'          |
| 29-03-2016 | Саїда      | Ліван              | 1 – 1     | М'янма         | Відбір до ЧС 2018 | -    | YK · YK · RK |
| Усього     |            | Матчів             | 9         |                | Голів             | 2    |              |

## Титули і досягнення
- Володар Кубка Імператора (1):

«Віссел Кобе»: 2019
- Володар Кубка Джей-ліги (1):

«Токіо»: 2020